# Миртофито
Миртофито (грч. Μυρτόφυτο) је насељено место у  општини Кушница у периферији Источна Македонија и Тракија, Грчка. Према попису из 2021. године било је 385 становника.
Према бугарском географу и историчару, Василу Канчову, у Миртофиту је 1900. године живело 350 Грка. После 1923. године  насељено је 170 грчких избеглица. На попису из 1928. године Миртофито је имало 402 становника. Село се раније звало Дрезна.